# Андраде, Томас
Тома́с Густа́во Андра́де (исп. Tomás Gustavo Andrade; родился 16 ноября 1996, Буэнос-Айрес, Аргентина) — аргентинский футболист, полузащитник клуба «Ботафого» (Рибейран-Прету).

## Биография
Андраде — воспитанник клуба «Ланус». В 10 лет он покинул родину и некоторое время жил в Европе, играя за юношеские команды испанских «Барселоны» и «Атлетико Мадрид». Через некоторое время Томас был вынужден вернуться и вновь присоединился к «Ланусу». В 2011 году у него произошёл конфликт в команде и он принял решение уйти. В 2012 году у Андраде были предложения от «Архентинос Хуниорс» и «Ривер Плейт», по советам своего агента он выбрал более именитый «Ривер». Летом 2015 года Томас на правах аренды перешёл в английский «Борнмут», но так и не смог дебютировать за основную команды, выступая за молодёжный состав.
В начале 2016 года Андраде вернулся в «Ривер Плейт». 30 апреля в матче против «Велес Сарсфилд» полузащитник дебютировал в аргентинской Примере, заменив во втором тайме Николаса Бертоло. Летом Томас помог клубу выиграть Рекопа Южной Америки. В начале 2018 года Андраде на правах аренды перешёл в бразильский «Атлетико Минейро».

## Достижения
- Чемпион Кубка Бразилии (1): 2019
- Обладатель Рекопы (1): 2016